# Спектр-РГ

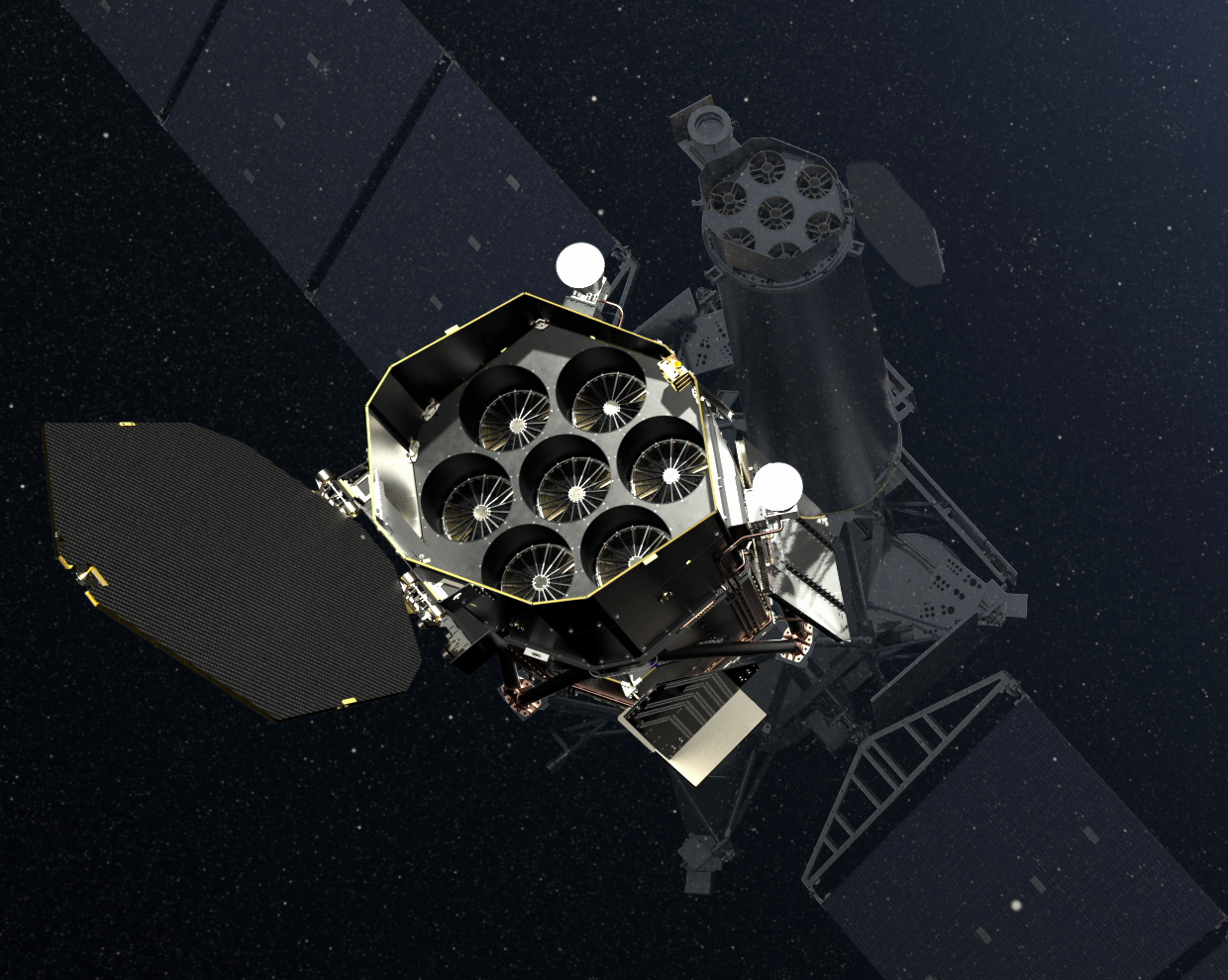
Телескопы орбитальной астрофизической обсерватории Спектр-РГ: eROSITA - большие зеркала слева внизу; ART-XC - меньшие зеркала справа вверху.

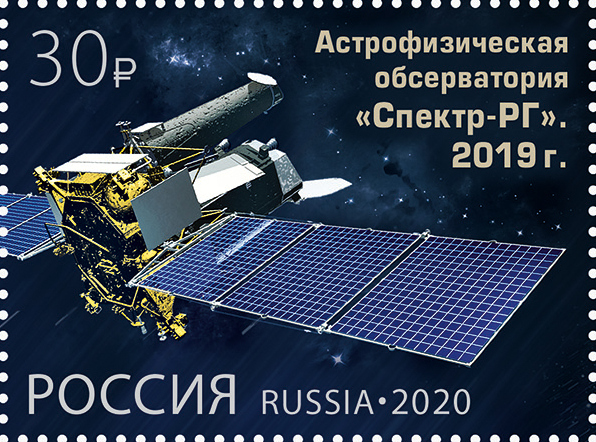
Астрофизическая обсерватория «Спектр-РГ» на почтовой марке России 2020 года

«Спектр-РГ» («Спектр-Рентген-Гамма», «СРГ», SRG) — российско-немецкая орбитальная астрофизическая обсерватория (проект Роскосмоса и DLR), предназначенная для построения полной карты Вселенной в рентгеновском диапазоне энергий 0,2—30 килоэлектронвольт (кэВ). Она состоит из двух рентгеновских телескопов: немецкого eROSITA, работающего в мягком рентгеновском диапазоне, и российского ART-XC имени М. Н. Павлинского, работающего в жёстком рентгеновском диапазоне. Первый российский (в том числе с учётом советского периода) телескоп с оптикой косого падения.
Аббревиатура «РГ» происходит от словосочетания «рентген-гамма», так как изначально планировалось разместить на аппарате ещё и детектор гамма-всплесков, но впоследствии от этих планов отказались (однако обсерватория все же оказалась в состоянии фиксировать немногочисленные гамма-всплески при помощи рентгеновского телескопа ART-XC).
Запуск обсерватории осуществлён 13 июля 2019 года; окрестностей точки Лагранжа L2 системы «Солнце—Земля» аппарат достиг 21 октября 2019 года. Обсерватория обращается по гало-орбите с периодом 6 месяцев вокруг точки Лагранжа L2 по орбите радиусом до 400 тыс. км, плоскость которой перпендикулярна прямой, соединяющей эту точку с Солнцем:4; и стала первым российским аппаратом в окрестностях точки либрации.
По состоянию на 2019 год «Спектр-РГ» — это одна из лучших рентгеновских обсерваторий на ближайшие 10—15 лет (запуск европейской ATHENA произойдёт не ранее 2031 года). В отличие от предыдущих рентгеновских космических телескопов, поле зрения которых очень ограничено, «Спектр-РГ» будет способен сделать полный обзор неба с рекордной чувствительностью.
Это второй из четырёх аппаратов серии «Спектр». Первый — запущенный 18 июля 2011 года «Спектр-Р» (Радиоастрон), третий — разрабатываемый «Спектр-УФ», четвёртый — разрабатываемый «Спектр-М» (Миллиметрон).
26 февраля 2022 года, в связи со вторжением России на Украину, следуя рекомендации приостановить сотрудничество с Россией, телескоп eROSITA был переведён в «безопасный режим». В связи с этим текущая программа наблюдений обсерватории «Спектр-РГ» претерпела некоторые изменения: российский телескоп ART-XC им. М.Н. Павлинского начал наблюдения наиболее интересных областей неба, которые ранее были запланированы на постобзорный период наблюдения.

## Задачи
Основной задачей обсерватории является обзор всего неба в рентгеновском диапазоне для построения широкомасштабной карты Вселенной. Всего в проекте заняты 10 научных групп со своими задачами, начиная от Солнечной системы, звёзд в наших окрестностях и дальше по расстоянию, пока хватает чувствительности телескопов.
Самый значимый и единственный полноценный обзор в мягком рентгеновском диапазоне был ранее проведён немецким спутником ROSAT, действовавшим с 1990 по 1998 годы. Его основной прибор работал на энергиях от 0,1 до 2,4 кэВ (длины волны от 12 до 0,5 нанометра), что позволило составить каталог 2RXS, куда попало 120137 объектов (из них — 6147 не подтверждены (погрешности детекторов телескопа); Томас Боллер, 2015) с потоками порядка 10−13 эрг/с·см² и выше. Телескоп же eROSITA обсерватории «Спектр-РГ» примерно в 30—40 раз чувствительнее ROSAT.
Благодаря телескопу ART-XC будет впервые проведён полный обзор всего неба в диапазоне энергий 4—12 кэВ.
Один из главных вопросов, на который должен ответить «Спектр-РГ», — как проходила эволюция галактик. Для этого планируется изучение 100 тысяч скоплений галактик, 3 млн новых активных ядер галактик (сверхмассивных чёрных дыр), 500 тысяч звёзд, излучающих в рентгеновском диапазоне, и более чем 100 тысяч белых карликов.
|                                                       | Z  | До «Спектра-РГ» | Предполагаемые результаты «Спектра-РГ» |
| ----------------------------------------------------- | -- | --------------- | -------------------------------------- |
| Скопления галактик с массой больше 1014 масс Солнца   | ~3 | 10 000          | ~80 000                                |
| Скопления галактик с массой больше 3·1014 масс Солнца | ~2 |                 | ~8 002                                 |
| Скопления галактик с массой больше 1015 масс Солнца   | ~1 |                 | ~50                                    |
| TDE                                                   | —  |                 | 100—1000 в год                         |

Таким образом, «Спектр-РГ» построит полную карту Вселенной в рентгеновском диапазоне, которой, по словам научного руководителя миссии, академика Р. А. Сюняева, научный мир будет пользоваться не менее 15—20 лет. Точность этой карты будет превышать точность имеющихся карт:8.
Полная научная программа займёт 6,5 лет: 4 года — широкий обзор всего неба, 2,5 года — точечный обзор отдельных галактик (изначально срок составлял 3 года, но из-за многочисленных переносов пуска аппарата срок сократили на полгода).
Данные для обработки со «Спектра-РГ» распределяются между российским ИКИ РАН и немецким Институтом внеземной физики Общества Макса Планка. Немецкая сторона получает на обработку 50 % данных от eROSITA, Российская сторона получает 50 % данных от eROSITA и 100 % — от ART-XC. 
Доступ к данным от ART-XC о небольшом участке неба (порядка 0,5 %), расположенном вокруг северного полюса эклиптики, получат США за предоставленную скидку на зеркала для ART-XC.
Первые результаты обработки данных станут доступны научному сообществу спустя 2 года после начала исследований, полностью они будут доступны через 6 лет.

### Солнечная система
Высочайшая чувствительность eROSITA в мягком рентгеновском диапазоне и отличное энергетическое разрешение делают обсерваторию важнейшим источником информации о горячей плазме в Солнечной системе. 
Исследование рентгеновского излучения из области взаимодействия кометы с солнечным ветром даёт мощный инструмент для исследования солнечного ветра и вещества в кометах. За 4 года обзора естественное перемещение комет внутри Солнечной системы позволит восстановить трёхмерную картину солнечного ветра и в деталях исследовать его состав.
Также будет изучаться взаимодействие атмосфер всех планет, начиная с Марса, с солнечным ветром.

### Млечный Путь
Чувствительность «Спектра-РГ» достаточна для полного обзора нашей Галактики.
В обзор попадут рентгеновский хребет, Стрелец A*, сотни тысяч коронально активных звёзд, будут десятки, сотни или даже тысячи катаклизмических переменных. Будет проведена перепись всех двойных систем, где компактный объект — нейтронная звезда, чёрная дыра или белый карлик. Соответственно, будет зарегистрирована переменность объектов, транзиентные (нерегулярно-переменные) источники.
Могут наблюдаться приливные разрушения звёзд чёрными дырами, которые будут видны в качестве вспышек в рентгеновском диапазоне. Оценки показывают, что таких событий будет несколько сотен в год.
Отдельный интерес представляет возможность открытия одиночных аккрецирующих нейтронных звёзд в целях понимания того, как они живут и эволюционируют. Таких объектов в нашей Галактике должно быть примерно миллиард. В настоящее время для изучения доступны лишь молодые нейтронные звёзды или старые, но в двойных системах.

### Переменные источники
Многие рентгеновские источники, в частности активные ядра галактик, нейтронные звёзды, сверхновые и гамма-всплески, демонстрируют сильную переменность потока излучения. Эта переменность является важнейшим фактором для понимания физических процессов вблизи чёрных дыр и других компактных объектов.

### Скопления галактик
По скоплениям галактик запланированная чувствительность составит приблизительно 2×10-14 эрг/с·см2 в диапазоне энергий 0,5—2 КэВ. В скоплениях галактик доля тёмной материи в общей массе составляет около 80 %, что делает скопления удобным объектом для изучения её свойств.
Массивные скопления галактик чрезвычайно чувствительны к свойствам тёмной энергии. Чувствительность eROSITA к рентгеновскому излучению газа скоплений галактик столь высока, что позволит ему детектировать скопления вплоть до красного смещения ~2. Общее число открываемых скоплений на всём небе оценивается примерно в 100 тысяч, в том числе ожидается, что eROSITA откроет все скопления во Вселенной с массой, превышающей 3×1014 масс Солнца. Эти данные позволят исследовать эволюцию тёмной материи и, в частности, узнать, как собиралось и развивалось вещество около неоднородностей тёмной материи. Это важно для космологии и поисков тёмной материи:8.
Ожидается, что наблюдения открываемых «Спектром-РГ» скоплений галактик приведут к обнаружению десятков тысяч гравитационных линз.

### Активные ядра галактик
Активные ядра галактик (АЯГ) скрыты от наблюдений в мягком рентгеновском диапазоне пылевым облаком, но видны в жёстком рентгеновском диапазоне, с которым работает телескоп ART-XC:9.
Интерес к этим источникам связан с вопросом о возникновении и эволюции сверхмассивных чёрных дыр и их влиянию на галактики. Рентгеновский диапазон в поиске таких источников играет важнейшую роль, так как именно в этом диапазоне проще всего отличить АЯГ от излучения самих галактик. Чувствительность «Спектра-РГ» такова, что около 3 миллионов АЯГ должно быть найдено в обзоре всего неба. Столь большое число объектов означает, что эволюция всех типов АЯГ может быть прослежена с момента, когда возраст Вселенной составлял 5—10 % от сегодняшнего, вплоть до наших дней. Более того, пространственное распределение АЯГ на разных красных смещениях является важным индикатором темпа расширения Вселенной.
Считается, что в распределении крупномасштабной структуры должны присутствовать барионные акустические осцилляции. Определив по выборке из 3 миллионов АЯГ угловой размер таких осцилляций, возможно получить космологический тест на геометрию Вселенной.

### Навигатор «Астро-ГЛОНАСС»
На основе карты Вселенной, которая будет построена «Спектром-РГ», Россия планирует разработать «Астро-ГЛОНАСС» — систему ориентации (навигатор) по пульсарам для путешествий в космосе, которая любому аппарату покажет с высочайшей точностью его местоположение. Также предполагается, что «Астро-ГЛОНАСС» станет навигатором для аппаратов лунной программы РФ, а также для миссий, которые отправятся в дальний космос.
8 июня 2020 года ИКИ РАН совместно с НПО им. Лавочкина и Баллистическим центром Института прикладной математики РАН объявили о начале разработки системы рентгеновской навигации — автономной системы навигации космических аппаратов по сигналам рентгеновских пульсаров. «Спектр-РГ» на практике показал, что приемлемые навигационные параметры спутника можно получать, используя только данные измерений пульсаров.

## Участники проекта

### Россия
- Роскосмос
- НПО им. Лавочкина
- ИКИ РАН
- РФЯЦ-ВНИИЭФ

Научный руководитель проекта: Р. А. Сюняев, академик РАН. 

Научный руководитель телескопа ART-XC и заместитель научного руководителя проекта: Михаил Павлинский, заместитель директора ИКИ РАН.
После преждевременной кончины М.Н.Павлинского в июле 2020 г., научным руководителем телескопа ART-XC стал А. А. Лутовинов, заместитель директора по научной работе ИКИ РАН, а телескопу ART-XC решено присвоить имя Михаила Павлинского.

### Германия
- Германское космическое агентство
- Институт внеземной физики Общества Макса Планка
- Институт астрономии и астрофизики, университет Тюбингена
- Потсдамский астрофизический институт
- Гамбургская обсерватория
- Обсерватория им. Карла Ремайса

Научный руководитель программы телескопа eROSITA — доктор Петер Прёдель.

## История программы

### Начало проекта
Концепция проекта была сформирована ещё в 1987 году совместно учёными СССР, Финляндии, ГДР, Дании, Италии и Великобритании. Предполагалось, что на обсерватории будет установлен рентгеновский телескоп с оптикой косого падения и большой площадью детекторов. 
В 1988 году проектирование аппарата было поручено НПО им. Лавочкина под координацией Института космических исследований АН СССР.

### «Тяжёлый вариант» (1987—2002)
На рубеже 90-х «Спектр-РГ» из-за своего высочайшего научного потенциала вышел на первое место в списке очерёдности программы «Спектр», хотя изначально был запланирован к запуску последним. Тем не менее, до 1997 года финансирование оставалось на чрезвычайно низком уровне — более 70 % средств направлялись на программу «Марс-96» и поддержание работы орбитальной станции «Мир». После неудачи «Марса-96» приоритетным стал «Спектр-РГ». В это время запуск планировался на декабрь 1998 года. С помощью РН «Протон-К» аппарат планировалось вывести на высокоэллиптическую орбиту 500 х 200 000 км и наклонением 51,6 градуса, где он мог бы вести наблюдения три из четырёх дней (период орбиты). Вес спутника, спроектированного на основе тяжёлой платформы «Око» составлял 6250 кг, из которых 2750 кг — научная аппаратура (40 % от общей массы — рекордно высокое соотношение). На «Спектре-РГ» планировалось установить 7 научных приборов:
- SODART (Россия/Дания/США/Финляндия/Германия) — рентгеновский телескоп на диапазон 0,2—20 кэВ с полем зрения 40x40', угловым разрешением 2' и эффективной площадью 2000 см². Оснащён Брэгговским спектрометром SODART-OXS с энергетическим разрешением до 6—7 эВ, звёздным рентгеновским поляриметром SXRP на диапазон 2—15 кэВ и серией детекторов фокальной плоскости (LEPC, HEPC, KFRD, SIXA).
- JET-X (Великобритания/Россия/Италия/Германия) — рентгеновский телескоп на диапазон 0,3—10 кэВ с полем зрения 40x40', угловым разрешением 10—20" и эффективной площадью 360 см². Энергетическое разрешение — 140 эВ.
- MART (Италия/Россия) — рентгеновский телескоп на диапазон 10—150 кэВ с полем зрения 6x6°, угловым разрешением 8' и эффективной площадью 800 см². Энергетическое разрешение — 3 кэВ.
- EUVITA (Россия/Швейцария/Киргизия/США) — УФ-телескоп (диапазон 912—1216 Å, поле зрения 1,2°, угловое разрешение 10").
- TAUVEX (Израиль/Россия) — УФ-монитор со сменными фильтрами (диапазон 1400—3000 Å, поле зрения 0,9°, угловое разрешение 4").
- MOXE (США/Россия) — рентгеновский монитор всего неба (диапазон 2—12 кэВ, разрешение 1°).
- SPIN (Россия) — детектор гамма-всплесков (диапазон 20—3000 кэВ, поле зрения около 1°) с рентгеновскими широкоугольными камерами и оптическим детектором.

С 1997 года финансирование значительно возросло (82 млн. рублей в 1999, 95 млн. р. в 2000, 124 млн. р. в 2001, 136 млн. р. в 2002), но всё равно оставалось на уровне 45—50 % от общей потребности. Также откладывалась и дата запуска (с 1997 на 2006 год). В октябре 2001 было заявлено, что для завершения всех работ и запуска нужно ещё 1,5 млрд рублей. При существующих темпах финансирования запуск был бы возможен лишь в 2012 году. «Спектр-РГ» стал «камнем на шее» для ИКИ РАН, блокируя все остальные проекты. В 2001 году Росавиакосмос обратился к EКA за финансовой поддержкой, но получил отказ. Однако почти сразу работу возобновили, но уже над более дешёвым, усечённым проектом. Ещё одним аргументом «против» стал планируемый в октябре 2002 года запуск аппарата «INTEGRAL», обладавшего схожими со «Спектром-РГ» характеристиками, где российские учёные обладали 25 % наблюдательного времени. Так же, приборы планировавшиеся к установке на «Спектр-РГ», к 2002 году уже исчерпали свой гарантийный ресурс.
Всё это привело к тому, что 13 февраля 2002 года работы по проекту «Спектр-РГ» были приостановлены. На первое место вышел «Спектр-Р» со сроком запуска в 2007 (запущен 18 июля 2011 года).

### «Лёгкий вариант» (2002—2019)

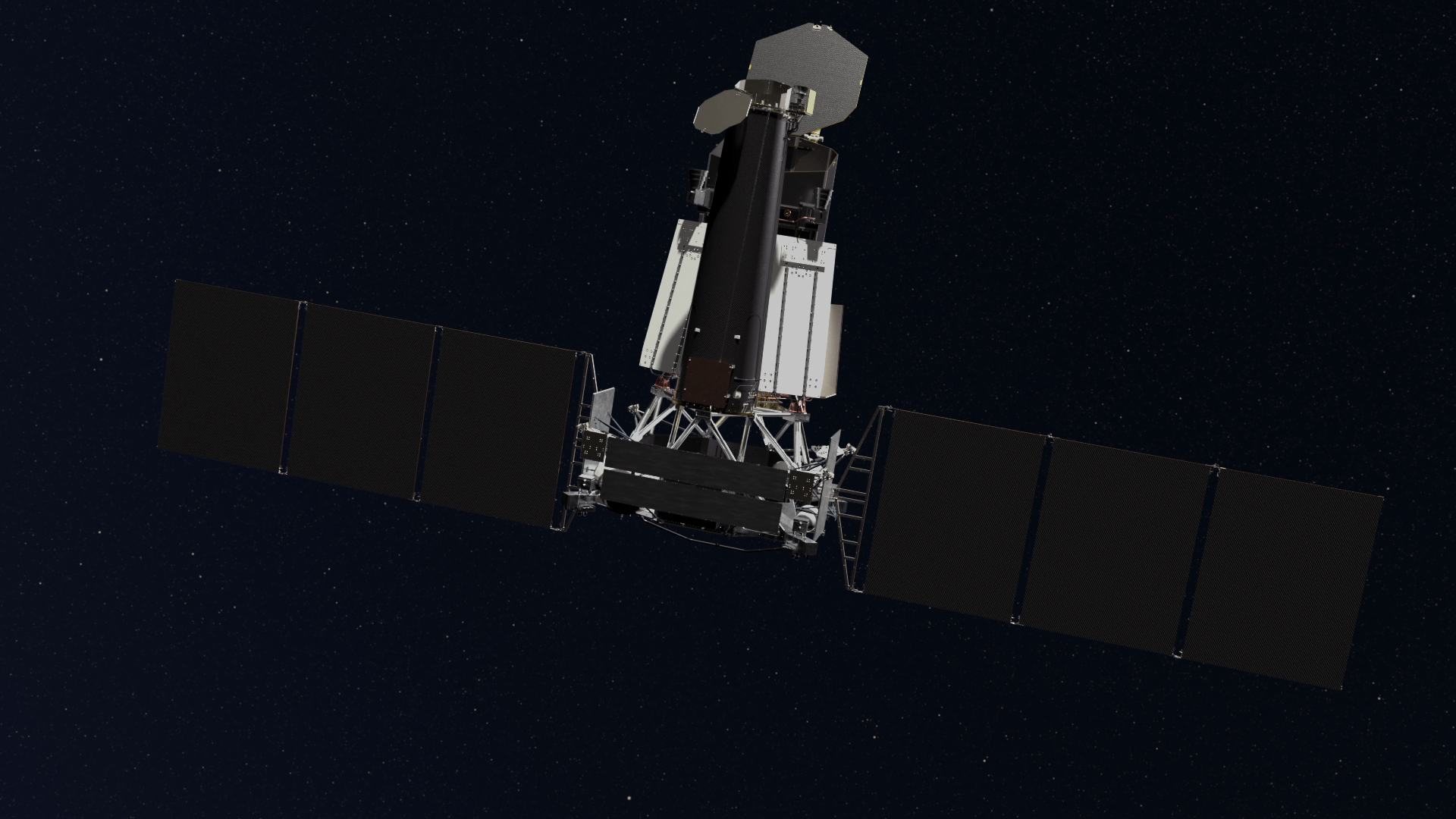
Построенная версия

Однако уже в марте 2002 года работы возобновились, но уже по проекту, который был намного дешевле. К концу 2002 года было разработано два варианта аппарата: на уже летавшей платформе РКК «Энергия» — «Ямал» и на платформе НПО им. Лавочкина «Навигатор» (аналогичной базовому модулю служебных систем КА «Спектр-Р»). Советом по космосу РАН был выбран второй вариант.
- Весной 2005 года российские учёные начали обсуждать новый проект «Спектра-РГ» с иностранными партнёрами.
- 30 сентября 2005 года был готов новый проект «Спектра-РГ». В том варианте, помимо телескопов eROSITA и ART, предлагался к разработке инструмент «Лобстер» от Великобритании[24][25].
- В 2006 году был утверждён комплект научной аппаратуры из двух приборов: немецкого «eRosita» (диапазон 0,3—10 кэВ, поле зрения 1°, угловое разрешение 15", эффективная площадь антенны 2400 см², масса 760 кг) и российский «ART-XC» (диапазон 6—30 кэВ, поле зрения 0,3°, угловое разрешение 45", эффективная площадь 450 см², масса 350 кг). Теперь КА имел срок существования 7,5 года в точке Лагранжа L₂, с массой 2385 кг (масса топлива 370 кг).
- В 2007 году был выпущен эскизный проект, и тогда же «пошло» необходимое финансирование.
- Осенью 2008 года «Спектр-РГ» приобрёл свой окончательный облик в «лёгком варианте», тогда же было выбрано и положение аппарата — в точке Лагранжа L2 системы Солнце-Земля, и зафиксирован приборный состав обсерватории: два рентгеновских телескопа.
- 18 августа 2009 года было подписано соглашение между Роскосмосом и германским аэрокосмическим агентством DLR[26][27].
- В 2011 году были проведены испытания характеристик антенных систем. В конце года шла работа по созданию конструкторского макета. Имелись проблемы с созданием гироскопического прибора для обсерватории. Работа по базовому модулю «Навигатор» должна была завершиться в 2012 году[28].
- 27 декабря 2012 года заместитель директора по науке, руководитель отдела астрофизики высоких энергий ИКИ РАН Михаил Павлинский сообщил СМИ, что в сентябре начались механические испытания аппарата, которые завершились в декабре. Ранее специалисты НПО им. Лавочкина завершили отработку антенно-фидерной системы, а также системы терморегулирования. В скором начнётся сборка макета аппарата для прочностных испытаний[29].
- 22 марта 2013 года НПО имени Лавочкина обнародовало пресс-релиз, из которого следует, что предприятие изготовило так называемую «протолётную» модель обсерватории: завершены испытания изделий-аналогов обсерватории, а также испытания изделия для вибростатических испытаний. Завершается подготовка к передаче «протолётной» модели на контрольно-испытательную станцию для проведения электрорадиотехнических испытаний. Обсерватория полностью укомплектована, за исключением радиокомплекса, который представлен в технологическом варианте. В то же время, ИКИ РАН работает над изготовлением образца телескопа ART-XC. Телескоп eROSITA, изготавливаемый институтом Макса Планка, пока представлен электрическим имитатором. В ближайшее время ожидается приезд сотрудников института Макса Планка в НПО Лавочкина для проведения совместных испытаний. Средства выведения обсерватории «Спектр-РГ» — головной обтекатель, переходной отсек, адаптеры и системы отделения — уже изготовлены[30].
- По состоянию на июль 2013 года служебный модуль космического аппарата изготовлен и укомплектован штатными образцами бортовой аппаратуры служебных систем, за исключением радиокомплекса. Изготовлен технологический образец телескопа ART-XC, ведётся изготовление штатного лётного образца телескопа ART-XC. Второй телескоп eROSITA, изготавливаемый Институтом внеземной физики Общества имени Макса Планка (Германия) находится на этапе входного контроля[31].
- 27 августа 2013 года генеральный директор НПО имени Лавочкина Виктор Хартов сообщил СМИ, что запуск «Спектра-РГ» не состоится до конца 2013 года, так как немецкие партнёры не смогут в установленные сроки доставить для установки на аппарат лётный экземпляр телескопа eROSITA[32].
- В начале октября 2013 года генеральный директор НПО им. Лавочкина Виктор Хартов сообщил СМИ, что из-за неготовности телескопа eROSITA запуск аппарата переносится как минимум на год — с 2014 на 2015[33].
- В декабре 2013 года руководитель отдела астрофизики высоких энергий Института космических исследований РАН Михаил Павлинский прокомментировал информацию о переносе запуска:

При сборке и проверке работы eROSITA выяснилось, что часть сборок ПЛИС-матриц (программируемых микропроцессоров) выдаёт неправильные результаты. Наши немецкие партнеры пытались исправить это, однако это не удалось, и им пришлось полностью переработать схемотехнику прибора, на завершение чего уйдет ещё 1,5 года.

- 19 июня 2015 года представитель НПО имени С. А. Лавочкина сообщил СМИ, что к настоящему моменту проведён полный комплекс наземной экспериментальной отработки, завершена первая фаза электрических испытаний, проведены электрические стыковки служебных систем и технологических образцов комплекса научной аппаратуры «Спектра-РГ»[35].
- В 2016 году телескоп eROSITA планировалось поставить в НПО им. Лавочкина 24 июня 2016 года. В августе дата поставки сдвинулась на конец октября.
- 15 декабря 2016 года на предприятие был доставлен телескоп-концентратор ART-XC.
- 21 декабря 2016 года руководитель проекта телескопа eROSITA Петер Прёдель сообщил СМИ, что задержки в сборке телескопа eROSITA были связаны с трудностями, возникшими при полировке и изготовлении зеркал, которые в итоге были решены при помощи малоизвестной итальянской компании, находившейся на грани банкротства. Кроме того, проблемы с работой ПЛИС, которые возникли ещё в 2013 году и из-за которых немецкой стороне пришлось кардинально переработать всю электронную «начинку» телескопа, были решены только в апреле 2016 года[36].

- 3 февраля 2017 года в НПО им. С. А. Лавочкина прошла презентация штатного образца рентгеновского телескопа eROSITA[37].
- 17 мая 2017 года генеральный директор НПО им. Лавочкина Сергей Лемешевский сообщил СМИ, что запуск обсерватории переносится на полгода — с марта на сентябрь 2018 года, так как требуется провести дополнительные работы по перепрограммированию бортового комплекса управления в связи с имевшими место ранее проблемами в работе телескопа eROSITA[38].
- 20 июля 2017 года специалистами НПО им. Лавочкина и Института им. Макса Планка была проведена установка телескопа eROSITA на ферму комплекса научной аппаратуры (КНА). На следующем этапе ферма КНА будет перевезена в чистый модуль для проведения электрических испытаний.
- 22 августа 2017 года генеральный директор НПО им. Лавочкина Сергей Лемешевский сообщил СМИ, что на данный момент обсерватория проходит комплексные испытания всего оборудования, которые завершатся к середине сентября[39].
- В конце декабря 2017 года стало известно об очередном переносе запуска обсерватории вследствие неготовности бортового радиокомплекса, разрабатываемого холдингом «Российские космические системы» и предназначенного для передачи научных данных на Землю. Причиной сложившейся ситуации называют трудности в процессе замещения импортной электроники, запрещённой к ввозу на территорию России из-за санкций, на российские аналоги[40].
- 19 апреля 2018 года пресс-служба холдинга «Российские космические системы» сообщила, что бортовой радиокомплекс для передачи научных данных на Землю изготовлен и передан заказчику[41].
- 3 — 21 мая 2018 года в НПО Лавочкина специалистами предприятия совместно с представителями из ИКИ РАН и Института внеземной физики им. Макса Планка успешно проведены электрические испытания штатного образца бортового радиокомплекса (БРК) с телескопами ART-XC и eROSITA[42].
- 17 сентября 2018 года Роскосмос объявил о завершении комплексных электрических испытаний. При испытаниях подтверждена работоспособность систем КА и изделия в целом в условиях, приближающихся к условиям эксплуатации (вакуум, «холодный чёрный» космос). В ходе испытаний проверено функционирование бортовой аппаратуры основных и резервных компонентов блоков, служебных систем КА, проверена организация управления изделием[43].
- С 26 по 28 ноября 2018 года в Институте космических исследований РАН прошла встреча руководителей рабочих групп Германии и России по проекту «Спектр-РГ». В ходе визита на НПО Лавочкина участникам встречи был представлен участок электрических испытаний, где в настоящее время в чистовой камере находится лётное изделие «Спектр-РГ». На данном этапе космический аппарат собран, проводятся комплексные испытания[44].
- 22 апреля 2019 года научный руководитель проекта «Спектр-РГ» академик РАН Рашид Сюняев сообщил СМИ, что проведены все наземные испытания телескопов eROSITA и ART-XC[45].

### Подготовка к запуску
«Спектр-РГ» выведен на орбиту на «Протоне-М» с разгонным блоком ДМ-03. В честь 105-летия с момента рождения Владимира Челомея данному «Протону-М» было присвоено имя конструктора: на носителе размещено изображение Челомея и надпись «академик В. Н. Челомей 105 лет».
В соответствии с Федеральной космической программой запуск КА планировался в 2011 году, однако по ряду причин он неоднократно переносился — на 2014, 2017, затем на март-апрель 2018, затем на октябрь 2018 года, затем на март — апрель 2019 года.
- В конце 2002 года предполагалось, что первоначальный («тяжёлый») вариант «Спектра-РГ» будет запущен не позднее 2007—2008 года. Но после перезапуска проекта срок запуска «Спектра-РГ», в соответствии с принятой в конце 2005 года Федеральной космической программы-2015, был установлен в 2011 году. Это означало, что лётный комплекс научной аппаратуры, изготовленный в середине 90-х годов для старого варианта «Спектра-РГ», становится непригоден к запуску в космос в 2011 году по причине окончания гарантийных сроков на приборы.
- В 2009 году предполагалось, что «Спектр-РГ» выведет в космос ракета-носитель Союз-2 с разгонным блоком «Фрегат» в 2011 году[50].
- В 2010 году в связи с увеличением массы обсерватории для вывода её в космос планировалось использовать ракету-носитель «Зенит» и разгонный блок «Фрегат» с запуском в конце 2012 или начале 2013 года[51].
- В конце декабря 2012 года предполагалось, что запуск «Спектра-РГ» состоится не ранее июля 2014 года.
- В августе 2015 года стало известно, что поставка немецкого телескопа eROSITA переносится с октября 2015 года на февраль 2016 года в связи с неготовностью лётного экземпляра телескопа.
- В ноябре 2016 года стало известно, что из-за новогодних и рождественских праздников германский Институт внеземной физики Макса Планка не сможет осуществить поставку основного телескопа eROSITA в ноябре, поэтому запуск «Спектра-РГ» состоится не ранее весны 2018 года[49].
- 6 декабря 2016 источник в ракетно-космической отрасли сообщил СМИ, что вследствие того, что запуск «Спектра-РГ» будет произведён не на «Зените» (в котором частично используются украинские комплектующие), а на «Протоне-М», это повлечёт за собой перенос запуска, так как инженерам НПО Лавочкина потребуется приспособить платформу «Навигатор» под разгонный блок ДМ-03 вместо первоначально планировавшегося РБ «Фрегат»[36]. С учётом того, что поставка в РФ немецкими партнёрами телескопа eROSITA откладывается, запуск «Спектра-РГ» состоится не ранее 2018 года[52].

- В конце декабря 2017 стало известно, что запуск аппарата состоится не ранее весны 2019 года[40].

- 19 апреля 2018 года пресс-служба холдинга «Российские космические системы» (разработчик бортового радиокомплекса), сообщила, что запуск «Спектра-РГ» назначен на март 2019 года. В свою очередь, предприятие-изготовитель «Спектра-РГ» — НПО им. Лавочкина — не комментирует перенос запуска с 2018 на 2019 год[41].
- 13 января 2019 года источник в ракетно-космической отрасли сообщил СМИ, что в связи с необходимостью устранения замечаний, которые были выявлены в ходе проверок аппарата, запуск обсерватории откладывается на первую половину мая, однако из-за майских праздников может быть сдвинут на июнь. За перенос на июнь также выступают учёные, поскольку в случае запуска в мае, через 400 суток полёта космический телескоп попадёт в зону, в которой будет не видим станцией в Медвежьих озёрах и основной станцией приёма информации станет Уссурийск, которая пока не полностью подготовлена к управлению спутником. Запуск в июне позволяет избежать этой проблемы[53]. Новые сроки запуска будут утверждены Роскосмосом на совещании 16 января. В первой половине февраля на космодром Байконур планируется отправить ракету-носитель «Протон-М» и разгонный блок «ДМ-03», КА «Спектр-РГ» — в конце марта[54].
- 17 января 2019 источник в ракетно-космической отрасли сообщил СМИ, что государственная комиссия Роскосмоса  приняла решение о переносе запуска «Спектра-РГ» с апреля на июнь, в связи с затянувшимися проверками оборудования, однако сохраняется возможность дальнейшего переноса сроков старта. Обсерватория будет отправлена на Байконур в конце апреля[55]. Заведующий отделом астрофизики высоких энергий ИКИ РАН Михаил Павлинский сообщил СМИ, что приёмо-сдаточные КА «Спектр-РГ» должны завершиться через неделю, точную дату запуска должны назвать в Роскосмосе[56].
- 26 февраля 2019 из Центра им. Хруничева на Байконур были отправлены «Протон-М» и разгонный блок «ДМ-03»[57].

- 25 апреля 2019  «Спектр-РГ» был доставлен на Байконур самолётом Ан-124-100. На космодроме аппарат пройдёт предпусковую подготовку в монтажно-испытательном корпусе, заключительные наземные испытания и стыковку с разгонным блоком[58].
- 16 мая 2019 — начата заправка баков «Спектра-РГ» топливом.
- 14 июня 2019 ракета-носитель с космическим аппаратом доставлена на стартовый комплекс площадки 81 космодрома, установлена на пусковую установку в вертикальное положение.

- 21 июня 2019 запуск «Спектра-РГ» был перенесён Госкомиссией сначала на резервную дату (22 июня), а к вечеру того же дня — на резервное стартовое окно (12 и 13 июля). Заместитель генерального директора Роскосмоса по космическим комплексам и системам Михаил Хайлов сообщил СМИ, что запуск перенесён в связи с выявленными замечаниями к обсерватории: у неё разрядилась аккумуляторная батарея. Однако перенос является не обязательной, а перестраховочной мерой — запуск можно было осуществить и с текущей неисправностью. При этом к РН «Протон-М» с РБ «ДМ-03» замечаний нет[59][60][61][62][63]. Пресс-служба Роскосмоса вечером того же дня подтвердила перенос запуска на 12 июля, уточнив, что причиной отмены пуска 21 июня стало выявление отклонения в реализации циклограммы задействования одного из разовых химических источников тока «Спектра-РГ»[64]. 22 июня источник в ракетно-космической отрасли сообщил СМИ, что проблема с химическим источником тока произошла из-за «человеческого фактора»: 19 июня при подготовке «Протон-М» к пуску из-за ошибки в циклограмме были раньше положенного времени включены нагреватели «Спектра-РГ», в результате чего химический источник тока разрядился. Штатно нагреватели должны включаться сразу после старта ракеты-носителя и поддерживать тепловой режим аппарата в течение его двухчасового выведения на орбиту. Поскольку химический источник тока является одноразовым, то его необходимо менять на новый, что невозможно произвести непосредственно на стартовой площадке и требуется возвращать ракету-носитель в монтажно-испытательный корпус для разборки головной части[65].
- 2 июля 2019 источник в ракетно-космической отрасли сообщил СМИ, что разрядившийся химический источник тока, который привёл к переносу запуска КА «Спектр-РГ», заменён. Специалисты также скорректировали циклограмму[66]. 5 июля данную информацию подтвердил глава Роскосмоса Д. Рогозин[67].
- 11 июля 2019  специалисты на космодроме во время проведения финальной стадии наземных испытаний выявили замечание по РН «Протон-М», которое потребовало дополнительное время для его устранения[68]. Этот вопрос был рассмотрен на заседании Государственной комиссии на Байконуре, которая состоялась утром 12 июля.  16 июля руководитель пресс-службы Роскосмоса Владимир Устименко назвал причину, по которой запуск отложили на сутки — с 12 на 13 июля. Ей оказалась снижение давления в баке второй ступени ракеты-носителя из-за негерметичности трубопровода наддува бака[69]. 17 июля источник в ракетно-космической отрасли сообщил СМИ, что проблема с переносом пуска была связана с трещиной в трубопроводе на второй ступени ракеты-носителя, причём трещину обнаружили ещё после переноса пуска «Спектра-РГ» 21 июня (из-за разрядившегося химического источника тока) и возвращения «Протон-М» в монтажно-испытательный корпус. Параллельно с заменой источника тока решался вопрос, что делать с трещиной. После повторного вывоза «Протона-М» на стартовый комплекс 8 июля утечка была обнаружена ровно в том же месте. Предлагался радикальный вариант: срочно доставить самолётом новую вторую ступень. Однако чтобы опять не снимать ракету со стартового комплекса и не переносить пуск на конец года было решено заварить трещину на месте, а затем загерметизировать её специальным герметиком на стартовом комплексе космодрома[70].

### Запуск и путь до второй точки Лагранжа (июль — октябрь 2019)
- 13 июля 2019 в 15:30:57 (мск) — запуск аппарата с пусковой установки № 24 площадки № 81 космодрома Байконур ракетой-носителем «Протон-М» с разгонным блоком «ДМ-03».
- 13 июля в 15:40 (мск) — отделение головного блока (разгонный блок + космический аппарат) от третьей ступени ракеты-носителя. Дальнейшее выведение на целевую орбиту «Спектра-РГ» осуществлялось разгонным блоком ДМ-03[71]. 18 сентября РКК «Энергия» на своём сайте опубликовала благодарственное письмо директора ИКИ РАН Анатолия Петруковича, из которого следует, что ДМ-03 вывел «Спектр-РГ» на траекторию полёта к точке либрации L2 настолько точно, что это позволило снизить расход топлива на последующие коррекции траектории более чем в шесть раз относительно запланированных значений. Таким образом, была значительно увеличена возможная продолжительность проведения научных измерений на борту обсерватории и расширен диапазон достижимых параметров рабочей орбиты[72].
- 13 июля в 17:31 (мск) — отделение «Спектра-РГ» от разгонного блока ДМ-03; раскрытие солнечных панелей и включение всех служебных систем; передача телеметрии на Землю.
- 20 июля «Спектр-РГ» преодолел расстояние около 700 тысяч километров от Земли (по направлению на созвездие Орла) и движется к точке Лагранжа L2 системы «Солнце-Земля» со скоростью около 800 метров в секунду относительно Земли. В последние дни российские оптические телескопы провели наблюдения «Спектра-РГ», в результате которых параметры орбиты аппарата были в значительной степени уточнены. Это позволит выдать более точный управляющий импульс для манёвра коррекции орбиты, который состоится вечером 22 июля, и даст возможность управлять «Спектром-РГ» таким образом, чтобы при перелёте в точку Лагранжа L2 затратить как можно меньше топлива. В свою очередь, в будущем это поможет увеличить длительность активной работы аппарата на орбите[73][74].
- 22 июля 2019 года — группа управления «Спектра-РГ» в НПО им. Лавочкина провела первую плановую коррекцию орбиты аппарата с последующим снижением скорости движения путём двух включений двигателей. Первый импульс состоялся в 17:30 (мск) и продолжался 4,5 минуты, второй — в 21:30 (мск) и продолжался 18 минут[75][76][77].
- 23 июля 2019 года — открытие крышек телескопов eROSITA и ART-XC[78], которые были закрыты ещё с момента сборки аппарата и защищали рентгеновские зеркала от пыли и других инородных предметов. В ближайшее время будут проводиться калибровки и юстировки обоих телескопов с тем, чтобы начать первые научные наблюдения ещё до прилёта во вторую точку Лагранжа[79].
- 24 июля 2019 года — включение телескопа ART-XC без подачи высокого напряжения; был включён детектор URD28 одной из семи зеркальных систем телескопа ART-XC. Была накоплена общая экспозиция 2882,5 секунд и получено первое рентгеновское изображение «Спектра-РГ» в диапазоне 4—12 кэВ. Также это было первое в истории измерение фона рентгеновским детектором на удалении около 1 млн км от Земли[80].
- 27 июля 2019 года «Спектр-РГ» преодолел расстояние 1 млн км от Земли[81].
- 29 июля 2019 года у телескопа eROSITA были включены все семь блоков управления электроникой (Camera electroniс box, CE).
- 30 июля 2019 года на телескопе ART-XC был получен тестовый «первый свет» с помощью всех его семи зеркальных систем. Телескоп наблюдал небольшую часть неба размером ~0,3 град², в которой расположена двойная система Центавр X-3. Система состоит из нейтронной звезды (рентгеновского пульсара с периодом вращения 4,84 секунды), которая вращается вокруг звезды — массивного голубого сверхгиганта спектрального класса О[82][83]. Расстояние от Земли до «Спектра-РГ» на время получения первого света составляло 1 млн 143 тыс. км[84]. В ближайшее время будут проводиться союстировки зеркальных систем и бортовых звёздных датчиков и калибровки детекторов телескопа ART-XC[85].
- 31 июля 2019 года — начало дегазации телескопа eROSITA. После окончания процедуры детекторы телескопа будут охлаждены до температуры −100°С[86].
- 6 августа 2019 года — группа управления «Спектра-РГ» в НПО им. Лавочкина провела вторую плановую коррекцию траектории перелёта аппарата. Коррекция заключалась в выдаче двух импульсов двигательной установки «Спектра-РГ» с интервалом 4 часа — в 17:30 (мск) и 21:35 (мск) соответственно[87].
- 13 августа 2019 года — спустя месяц после старта аппарат удалился от Земли на 1 млн 430 тыс. км, продолжаются работы по калибровке телескопа ART-XC и готовятся к включению детекторы телескопа eROSITA. Идёт активная программа научных наблюдений, получены данные по ярким источникам рентгеновского излучения Cyg X-1, Cen X-3, Cen A, a также по центру нашей Галактики Sagittarius A*[88].
- 21 августа 2019 года — завершение охлаждения детекторов камер телескопа eROSITA.
- 24 августа 2019 года — включение телескопа eROSITA без подачи высокого напряжения. Была включена одна из семи камер (TM6) телескопа. Была накоплена общая экспозиция 2000 секунд и получено первое рентгеновское изображение «Спектра-РГ» в диапазоне 0,3—2,2 кэВ в поле сверхглубокого обзора UDS (Ultra Deep Survey) площадью порядка одного квадратного градуса, на котором видны десятки рентгеновских источников, в основном активных ядер галактик и квазаров[89][90][91].
- 1 сентября 2019 года «Спектр-РГ» преодолел расстояние 1 млн 614 тыс. км от Земли[92].
- 15 сентября 2019 года успешно завершились проверки всех семи камер телескопа eROSITA, однако в связи с необходимостью проведения анализа некоторых эффектов официальный «первый свет» на некоторое время откладывается[93].
- 20 сентября 2019 года на телескопе eROSITA проводились специализированные тесты, среди которых измерение чувствительности к оптическому свету. Измерения проводятся на одновременно работающих модулях 5, 6 и 7[94].
- 8 октября 2019 года Петер Прёдель с коллегами сделали официальное заявление от имени группы управления касательно функционирования телескопа eROSITA: в модулях камер 4, 5 и 6 (Camera electroniс box, CE) после введения их в эксплуатацию обнаружены разного рода неисправности. В целях снижения рисков, группа управления приняла решение оставить включёнными 3 из 7 камер телескопа (TM5, TM6, TM7) — на протяжении более трёх недель функционирования по ним не выявлено замечаний[95]. Таким образом, программа калибровок и первичных научных наблюдений телескопа в настоящее время выполняется в сокращённом режиме. 11 октября рабочая группа соберётся вновь для выработки путей решения возникших проблем. В то же время, заявленные характеристики всех семи камер по энергетическому и угловому разрешениям оказались близкими к теоретическим значениям[96].
- 13 октября 2019 года все семь модулей телескопа eROSITA после устранения проблем начала функционировать одновременно. Стартовал этап калибровки и подтверждения производительности (англ. performance verification, CalPV).
- 15 октября 2019 года телескоп eROSITA был полностью введён в эксплуатацию[97].
- 18 октября 2019 года на телескопе eROSITA был получен тестовый «первый свет» с помощью всех его семи зеркальных систем[98][99].
- 21 октября 2019 года специалисты НПО им. Лавочкина провели третью коррекцию орбиты «Спектра-РГ», после чего аппарат вышел на рабочую орбиту в окрестности точки либрации L2 системы «Солнце — Земля»[100]. Перелёт от Земли занял ровно 100 дней; за это время было израсходовано 17 кг топлива на 3 коррекции. Ввиду неустойчивости квазипериодической орбиты «Спектра-РГ» в окрестностях второй точки Лагранжа для поддержания параметров его орбиты в заданных пределах потребуется раз в 40—70 суток производить коррекции[101][102].

### Первичные научные исследования
Включают исследования с обоих телескопов в период перелёта «Спектр-РГ» в окрестности второй точки Лагранжа и калибровок оборудования.
- 9 августа 2019 года наблюдения обсерватории Swift[103] и телескопа Кека на Гавайских островах 12 августа 2019 года[104] показали вспышечную активность (поток излучения увеличивался до 100 раз по сравнению с нормой) сверхмассивной чёрной дыры Стрелец А* в центре Млечного пути, после чего коллаборация ART-XC решила навести телескоп в эту же область[105]. В период с 22:27:50 UTC 11 августа по 13:19:12 UT 12 августа 2019 года ART-XC пронаблюдал область Галактического центра в течение 50 тысяч секунд, подтвердив активность: поток превысил обычную рентгеновскую светимость на два порядка[106]. ART-XC также наблюдал Sgr A* с 23:40 UTC 14 августа по 14:00 UTC 15 августа 2019 года и с 23:40 UTC 15 августа по 14:00 UTC 16 августа, каждый раз с выдержкой 50 тысяч секунд; измерения активности были сопоставимы с наблюдениями 12 августа. В следующий раз ART-XC будет наблюдать Стрелец А* с 05:46 по 15:20 UTC UTC 22 августа[107][108].
- 9 сентября 2019 года коллаборация ART-XC сообщила о первом открытом рентгеновском источнике в первом же сканирующем наблюдении балджа Млечного пути, проводимом в период 3—9 сентября, — SRGA J174956-34086 с потоком 2,7x10⁻¹² эрг/см²/с в диапазоне энергий 4—11 кэВ. Для того, чтобы точнее локализовать обнаруженный объект было выполнено короткое наблюдение длительностью около 1000 секунд на другом космическом рентгеновском телескопе — XRT обсерватории Swift; диапазон энергий: 0,3—10 кэВ[109][110][111].
- В сентябре телескопы ART-XC и eROSITA провели наблюдения, имитирующие обзор предстоящей четырёхлетней научной программы, покрыв на небе полосу шириной 1,5 градуса. Во время этих тренировочных наблюдений космический аппарат сделал несколько полных оборотов вокруг оси, соединяющей Солнце и Землю. Полученные данные помогли проверить работу системы ориентации обсерватории в таком режиме. Кроме того, ART-XC, включённый ещё в конце июля, за сентябрь покрыл наблюдениями несколько процентов неба[112].
- В августе-сентябре телескоп ART-XC проводил наблюдения за двумя расположенными рядом друг с другом нейтронными звёздами в центре Млечного и на одной из них был зафиксирован термоядерный взрыв[113].

### Выполнение научной программы (2019—2025 годы)
На сайте Института внеземной физики Общества Макса Планка находится таблица известных объектов, которые могут быть использованы для калибровки телескопа eROSITA, а также временная диаграмма видимости этих целей.
На сайте Гамбургской обсерватории находится калькулятор, который позволяет проверить нахождение конкретного источника в российской или германской части неба, а также рассчитать окна видимости, когда данный источник может наблюдаться.

#### Основная научная программа
Во время сканирования небесной сферы каждый объект будет наблюдаться в течение 30—40 секунд. Поскольку «Спектр-РГ» совершает 6 вращений в сутки, то каждый объект будет наблюдаться 6 раз за день с интервалом 4 часа. Полностью аппарат покроет обзором небесную сферу за 6 месяцев, после чего повторно покроет обзором те же самые области ещё 7 раз, на что в совокупности уйдёт 4 года и будет проведено 8722 сканирования небесной сферы. За каждый оборот «Спектр-РГ» будет проходить рядом с полюсами эклиптики, так что после окончания четырёхлетнего обзора в этих областях будет накоплена наибольшая экспозиция.
- Основная научная программа благодаря быстрому вводу в строй телескопа ART-XC стартовала ещё в августе 2019 года и к моменту прилёта «Спектра-РГ» в рабочую точку было исследовано 2 % неба (несколько десятков площадок, сотни источников, пульсары, вспышки сверхновых, внегалактические объекты, галактики Андромеда и Малое Магелланово облако). Наблюдения в полной конфигурации начались с 12 октября. Телескоп eROSITA из-за возникших проблем в период перелёта аппарата в рабочую точку начал выполнение ранней научной программы только в конце октября, поэтому к обзору всего неба обсерватория приступит к концу ноября — началу декабря[114].
- декабрь 2019[115] — декабрь 2023 года — выполнение основной научной программы в режиме обзора небесной сферы на обоих телескопах.
- 8 декабря 2019 года — старт обзора всего неба[116].
- 8 декабря 2019 — 9 февраля 2020 года — покрыто 26 % всего неба, что составляет более 10 тысяч квадратных градусов[117]. 5 марта была покрыта 1/3 всего неба[118]. В период с 8 декабря 2019 по 8 марта 2020 года угол между Землёй и Солнцем превышал угол полураствора рупора, и ось вращения космического аппарата приходилось смещать от направления на Солнце в сторону Земли. Усреднённая суточная скорость поворота оси вращения аппарата оказалась 0.77 градуса в сутки и, как результат, за первые три месяца удалось осмотреть не половину всего неба, а только 39 %, то есть 16 тыс. кв. градусов.
- 29 марта 2020 года — покрыто 50 % всего неба, что составляет 20637 квадратных градуса[119]. С 9 марта по 7 июня 2020 года обзор неба пройдёт в ускоренном режиме, с усреднённой скоростью поворота оси вращения 1.2 градуса в сутки, предстоит осмотреть около 25 тыс. кв. градусов неба[120].
- 4 мая 2020 года — покрыто 75 % всего неба[121].
- 11 июня 2020 года — построение телескопом «eROSITA» первой из восьми карт всего неба в мягком рентгеновском излучении [122][123].
- декабрь 2020 года — построение телескопом «eROSITA» второй из восьми карт всего неба в мягком рентгеновском излучении.
- декабрь 2020 года — открытие «пузырей eRosita», которые больше «пузырей Ферми» в 1,5 раза[124][125][126].
- 16 июня 2021 года — построение телескопом «eROSITA» третьей из восьми карт всего неба в мягком рентгеновском излучении. Ежедневно обсерватория отправляет на Землю 500-700 гигабайт информации; при обработке она превращается в терабайты научных данных[127].
- К 19 декабря 2021 года была построена 4 из восьми карт всего неба в рентгеновском диапазоне[128].
- 26 февраля 2022 года — телескоп «eROSITA» был переведен в спящий режим немецкой стороной согласно указаниям приостановить научное сотрудничество с Россией.[5]
- 1 февраля 2024 года был опубликован eRosita All-Sky Survey Catalogue (eRASS1) первый каталог обзора всего неба построенного телескопом «eROSITA» в мягком рентгеновском излучении. В первую редакцию каталога eRASS1 внесены данные полученные за период с 12 декабря 2019 года и до 11 июня 2020 года.[129][130][131][132]

- После приостановки Германией участия в проекте, российские учёные продолжили исследования самостоятельно с использованием телескопа ART-XC. Было решено проводить глубокий обзор не всего неба, а плоскости галактики Млечный путь. Обзор Млечного пути был завершён осенью 2023 г., после чего телескоп вернулся к задаче обзора всего неба.
- Пятый обзор проводился с 19 октября 2023 по 24 апреля 2024 г., шестой был завершён в ноябре того же года. [133][134]

#### Коррекции орбиты
- 10 декабря 2019 года была проведена очередная (четвёртая с момента запуска и первая после прибытия в рабочую точку) коррекция поддержания рабочей орбиты аппарата в окрестности точки L2[135].
- Проведение следующей (пятой) коррекции «Спектра-РГ» планировалась в конце января 2020 года. Однако сведений о такой коррекции не поступало[136].

## Технические характеристики
- Ракета-носитель: Протон-М с разгонным блоком ДМ-03.
- Спутниковая платформа: «Навигатор».
- Полная ширина аппарата с раскрытыми солнечными панелями: 13,8 метра.
- Бортовой радиокомплекс: Х-диапазон радиочастот, функционирование на протяжении всей миссии орбитального телескопа на дальности от 200 км до 1,8 млн км от Земли; передача данных на Землю со скоростью до 512 Кб/с; потребление энергии: в дежурном режиме — менее 30 Вт, а в режиме передачи данных — не более 225 Вт. Возможности комплекса позволят наземным станциям управления определять координаты космического аппарата с точностью до 10 м, а скорость — до 0,5 мм/с. Ежедневный объём передаваемых на Землю данных: 500 Мбайт по стандартным линиям радиосвязи на российские приёмные станции (Медвежьи озера и Уссурийск). Процесс передачи данных будет занимать около двух часов ежедневно.
- Двигатели стабилизации и коррекции аппарата: термокаталитические гидразиновые двигатели ТК500М и К50-10.1 разработки ОКБ «Факел»[137].
- Научное оборудование. Чувствительность приборов «Спектра-РГ» в 20 раз превысит чувствительность приборов спутника ROSAT, который проводил подобный обзор в 1990-е годы[138].
  - Рентгеновский зеркальный телескоп «eROSITA»[139], работающий в диапазоне энергий 0,2—10 кэВ. Телескоп содержит 7 одинаковых параллельно направленных зеркальных модулей типа Вольтера, каждый из которых включает 54 вложенных друг в друга позолоченных зеркал[3]:6.
  - Телескоп ART-XC им. М.Н.Павлинского, работающий в диапазоне энергий 4—30 кэВ. Телескоп содержит 7 зеркальных блоков, каждый из которых состоит из 28 вложенных друг в друга оболочек[3]:7. Зеркальные модули телескопа изготовлены по специальному заказу в Центре космических полётов имени Маршалла[140][141], а блоки питания и полупроводниковые датчики на теллуриде кадмия созданы ИКИ РАН совместно с Российским Федеральным ядерным центром.
- Срок эксплуатации обсерватории: 6,5 года[142].

### Конструкция обсерватории
Телескопы eROSITA и ART-XC ориентированы в одном направлении, что позволит вести наблюдения одновременно в мягком и жёстком диапазоне волн. Это обеспечит максимальную информативность системы, которая будет делать полный обзор неба за полгода. Совмещение в одном телескопе двух диапазонов было бы менее эффективным решением.
|                                 | eROSITA                                         | ART-XC                                              | ROSAT                          | Chandra                                           | XMM-Newton                                        |
| ------------------------------- | ----------------------------------------------- | --------------------------------------------------- | ------------------------------ | ------------------------------------------------- | ------------------------------------------------- |
| Период функционирования         | 2019 —                                          | 2019 —                                              | 1990 — 1999                    | 1999 —                                            | 1999 —                                            |
| Организация                     | Институт внеземной физики Общества Макса Планка | ИКИ РАН / РФЯЦ-ВНИИЭФ                               | Германия                       | Соединённые Штаты Америки                         | Европейский союз                                  |
| Тип телескопа                   | Телескоп Вольтера I типа                        | Телескоп Вольтера I типа                            | Телескоп Вольтера I типа       | Телескоп Вольтера I типа                          | Телескоп Вольтера I типа                          |
| Функция телескопа               | Обзор всего неба                                | Обзор всего неба                                    | Обзор всего неба               | Детальное исследование определённых областей неба | Детальное исследование определённых областей неба |
| Область исследуемого спектра    | Мягкое рентгеновское излучение                  | Жёсткое рентгеновское излучение                     | Мягкое рентгеновское излучение |                                                   |                                                   |
| Рабочий диапазон                | 0,2—10 кэВ                                      | 4—30 кэВ                                            | 0,2—2 кэВ                      | 0,1—10 кэВ                                        | 0,15—15 кэВ                                       |
| Масса                           | 810 кг                                          | 350 кг                                              |                                |                                                   |                                                   |
| Энергопотребление               | 550 Вт                                          | 300 Вт                                              |                                |                                                   |                                                   |
| Поле зрения                     | 0,81° (квадратного градуса)                     | 34' (тридцать четыре квадратных минуты)             | 2°                             |                                                   |                                                   |
| Угловое разрешение              | 15" (при 1,5 кэВ)                               | 45"                                                 | 60"                            | 0,5"                                              | 6"                                                |
| Фокусное расстояние             | 1600 мм                                         | 2700 мм                                             | 2400 мм                        |                                                   | 7500 мм                                           |
| Эффективная входная апертура    | 2000 см² / 1 кэВ                                | 510 см² / 7 кэВ, 455 см² / 8 кэВ, 410 см² / 9,6 кэВ | 350 см²                        |                                                   |                                                   |
| Энергетическое разрешение       | 130 эВ на 6 кэВ                                 | 1,4 кэВ на 14 кэВ                                   |                                |                                                   |                                                   |
| Временное разрешение детекторов | 50 мс                                           | 1 мс                                                |                                | 0,016 мс                                          |                                                   |

### Сравнение «Спектра-РГ» с другими рентгеновскими обсерваториями
По угловому разрешению ничто не сможет конкурировать с «Чандрой», однако ART-XC начинает работать там, где и XMM, и «Чандра» уже перестают: «Чандра» эффективна до 7—8 килоэлектронвольт, ХММ — до 10 килоэлектронвольт. ART-XC работает до 30 килоэлектронвольт, при этом на 10 килоэлектронвольтах у него почти вдвое больше эффективная площадь, чем ХММ. Обзоры неба в жёстком рентгене делались и ранее, например аппаратами RXTE, INTEGRAL и Swift, однако ART-XC превосходит предшествующие телескопы по чувствительности и, кроме того, ни один из прежних телескопов не содержал семи зеркальных модулей. На сайте ИКИ РАН для сравнения приведены снимки двух ярких маломассивных рентгеновских двойных систем — SLX 1744—299 и SLX 1744—300 — снятых ART-P (советский предшественник ART-XC в составе обсерватории «Гранат» с угловым разрешением в 5 угловых минут в диапазоне 3—20 кэВ), ART-XC (разрешение: около 30 угловых секунд) и американской NuSTAR (разрешение: около 18 угловых секунд). Другой пример: для построения карты галактического центра Млечного пути у ART-XC ушло порядка трёх недель, в то время как NuSTAR на построение такой же карты потребовался бы один год.
Благодаря широкому полю зрения телескопа «eROSITA» (около квадратного градуса), он способен за сутки покрыть обзором ту же площадь, на которую у «Чандры» ушли бы десятки дней. По эффективной площади eROSITA примерно в 5 или 6 раз больше «Чандры». В энергетическом разрешении eROSITA не уступает ни «Чандре», ни XMM-Newton, за исключением дифракционных решёток, которые нужны для совсем мягкого диапазона.
Уже первый обзор неба (из восьми запланированных) телескопом «eROSITA» позволил построить карту, содержащую почти в 10 раз больше источников и в 4 раза более чувствительную, чем бывшая лучшей в мире карта прошлого немецкого космического телескопа «ROSAT», полученная в 1990 году.

### Станции приёма сигнала
Успех миссии напрямую зависит от способности «Спектра-РГ» проводить наблюдения непрерывно по 24 часа в сутки в течение четырёх лет, а наземных пунктов — принимать эти данные. Наземные станции приёма сигнала передают на борт аппарата команды, принимают служебную телеметрию и научную информацию с обоих телескопов, а также обеспечивают измерение текущих навигационных параметров движения «Спектра-РГ». Особенностью миссии является то, что для обеспечения приёма сигнала из района второй точки Лагранжа крупнейшими российскими антеннами в Медвежьих Озёрах (64 м) и Уссурийске (70 м) запуск «Спектра-РГ» был возможен только в марте-апреле или в сентябре-октябре. С российской стороны (платформа «Навигатор», на которой смонтированы телескопы ART-XC и eROSITA, — также российского производства и управляется из России) наземные пункты приёма сигнала имеют следующий состав:
- 12-метровые антенны ТНА-57 в Медвежьих озёрах и на Байконуре.
- 64-метровая антенна РТ-64 в Медвежьих озёрах.
- 70-метровая антенна РТ-70 в Уссурийске (в 2020 году к ней добавится РТ-70 в Евпатории).
- Наземные станции приема сигнала сети ESTRACK[англ.]: 15-метровая антенна станции Куру и 10-метровая антенна Малинди.
- 2 апреля 2019 года на заседании Совета РАН по космосу генконструктор НПО им. Лавочкина Александр Ширшаков объявил, что начаты работы по восстановлению станции дальней космической связи в Евпатории, которые должны завершиться к 2020 году. Благодаря её вводу связь со «Спектром-РГ» будет круглосуточной[146].
- 13 июля 2019 года руководитель отдела наземных научных комплексов ИКИ РАН Владимир Назаров в видеролике на YouTube-канале «Научная Россия», посвящённом запуску «Спектра-РГ» сообщил, что наземная станция дальней космической связи в Евпатории для приёма данных со «Спектра-РГ» заработает в августе 2020 года[147].
- 28 июля 2019 года заместитель директора Физического института РАН Лариса Лихачёва сообщила СМИ, что антенна в Евпатории будет особенно востребована в апреле — мае 2020 года, так как в этот период орбита «Спектра-РГ» будет такой, что он будет вне зоны радиовидимости антенн в Медвежьих Озёрах и Уссурийске[148].

### Оптическое обеспечение миссии
После получения и анализа первых данных (не ранее мая 2020 года, когда будет полностью проведён первый из восьми обзоров неба) к проекту присоединятся наземные обсерватории. Их задача — изучить открытые объекты в оптическом диапазоне, что позволит получить о них более подробную информацию.
Рентгеновские телескопы идеально подходят для поиска самых горячих космических объектов, однако в ряде случаев затруднительно получить достаточно детальное изображение. Эту задачу облегчат наземные обсерватории, которые изучат наиболее интересные участки неба более детально. Например, если с помощью рентгеновского телескопа будут обнаружены облака горячего газа в центрах скоплений галактик, то с оптическими инструментами возможно будет получить изображения отдельных галактик, из которых состоят эти скопления. Также наблюдения наземных обсерваторий позволят определять типы найденных объектов, а также (если они будут достаточно яркими) проводить спектральный анализ света, который от них исходит. Впоследствии это даст возможность узнать расстояния до галактических скоплений, размеры звёздных систем, массу компактных источников излучения и химический состав звёзд.
Для части задач подходят телескопы с диаметром зеркала порядка 1,5—2 метров. Для спектроскопии далёких скоплений и активных ядер галактик понадобятся более мощные телескопы, такие как, например, 6-метровый БТА. Для самых удалённых объектов и участков обзора вблизи полюсов эклиптики, где чувствительность обзора особенно высока, понадобятся наблюдения самых мощных телескопов, таких, как Subaru на Гавайских островах, VLT в Чили. Важнейшую информацию можно получить и из сравнения рентгеновских данных с наблюдениями в миллиметровом диапазоне, например, самого большого в мире миллиметрового интерферометра ALMA с пятьюдесятью 12-метровыми и шестнадцатью 7-метровыми антеннами, Атакамского Космологического Телескопа, расположенных на высоте 5 км, а также 10-метрового Южного полярного телескопа.
Наземную поддержку наблюдений обеспечивают следующие телескопы и обсерватории:
- С российской стороны:
  - Большой телескоп азимутальный — специальная астрофизическая обсерватория РАН, диаметр главного зеркала — 6 м;
  - Кавказская горная обсерватория — государственный астрономический институт имени П. К. Штернберга МГУ им. М. В. Ломоносова, диаметр главного зеркала — 2,5 м;
  - Российско-турецкий телескоп РТТ-150 — совместное ведение Казанского федерального университета, ИКИ РАН и Турецкой национальной обсерватории ТUG, диаметр главного зеркала — 1,5 м;
  - Телескопы АЗТ-33ИК и АЗТ-33ВМ — саянская обсерватория, Институт солнечно-земной физики СО РАН, диаметр главных зеркал — 1,6 м;
  - Телескопы сети ISON.
- С немецкой стороны:
  - Широкоугольные телескопы в обсерватории Апачи-Пойнт и в обсерватории Лас-Кампанас, работающие по программе Слоановского цифрового обзора всего неба, диаметр — 2,5 м;
  - Телескоп имени Виктора Бланко с камерой DECam — межамериканская обсерватория Серро-Тололо, Чили, диаметр — 4 м;
  - Астрономический обзорный телескоп видимого и инфракрасного спектра VISTA[англ.] — собственность ESO, расположен в Паранальской обсерватории, Чили, диаметр — 4,1 м;
  - Телескоп MPG/ESO[англ.] в обсерватории Ла-Силья, с детектором GROND, проводящим съёмку одновременно в оптическом и ближнем инфракрасном диапазоне, диаметр — 2,2 м.

## Научные результаты
Первым снимком «Спектра-РГ» в рентгеновском диапазоне (за исключением данных, полученных в период калибровки телескопа) стала галактика Большое Магелланово облако, снятая телескопом eROSITA в мягком рентгеновском излучении с 18 на 19 октября 2019 года.
Первый обзор всего неба телескопом eROSITA в мягком рентгеновском излучении был завершен 11 июня 2020 года, на основе его данных было каталогизировано 1,1 миллиона рентгеновских источников, в основном активные ядра галактик (77%), звезды с сильными магнитно-активными горячими коронами (20%) и скопления галактик (2%), рентгеновские двойные звёзды, остатки сверхновых, расширенные области звездообразования, а также переходные процессы, такие как гамма-всплески.
Все открытые рентгеновские источники российским телескопом ART-XC обозначаются в каталогах префиксом SRGA (сокр. SRGA — телескоп ART-XC обсерватории SRG). 

Все открытые рентгеновские источники немецким телескопом eROSITA обозначаются в каталогах префиксом SRGE (сокр. SRGE — телескоп eROSITA обсерватории SRG).
Первые результаты работы «Спектра-РГ» были представлены 17—20 декабря 2019 года в ИКИ РАН на ежегодной Всероссийской конференции «Астрофизика высоких энергий сегодня и завтра».
Петер Предель, выступая с докладом от имени MPE, сообщил, что ещё до завершения калибровки и официального начала наблюдений телескоп «eROSITA» открыл 18 тыс. рентгеновских источников, большая часть которых является неизвестными науке квазарами, сверхмассивными чёрными дырами в далёких галактиках, а также 450 крупных скоплений галактик и одно предполагаемое сверхскопление. Глава Роскосмоса Дмитрий Рогозин сообщил, что с учётом тестовых сеансов «Спектр-РГ» открыл более 300 скоплений галактик, более 10 тысяч активных ядер галактик, сверхмассивных чёрных дыр.
По состоянию на конец февраля 2020 года «Спектр-РГ» обнаружил более 75 тысяч источников. Большинство из них — далёкие сверхмассивные чёрные дыры, скопления галактик, о существовании многих из которых никто не знал ранее, а также вспыхивающие звезды и белые карлики в нашей Галактике. Телескоп ART-XC зарегистрировал около десятка гамма-всплесков.
По результатам работы «Спектра-РГ» за первый год, всего за полгода сканирования неба телескоп «eROSITA» смог удвоить полное число источников, зарегистрированных всеми спутниками в мире за 60 лет рентгеновской астрономии.
В декабре 2020 года в журнале Nature была опубликована статья «Detection of large-scale X-ray bubbles in the Milky Way halo», в которой приведены результаты анализа наблюдений телескопом «eROSITA» за «пузырями Ферми». В ней ученые сообщили об открытии «пузырей eRosita», которые больше пузырей Ферми в 1,5 раза, и пришли к выводу, что «пузыри eRosita» образовались, из-за активности сверхмассивной черной дыры в центре галактики десятки млн лет назад, при этом выделилось 1056 эрг энергии, что эквивалентно вспышке ста тысяч сверхновых.
В мае 2022 года группа астрономов во главе с Оле Кенигом из Астрономического института Университета Эрлангена—Нюрнберга сообщила, что впервые пронаблюдала «огненный шар» новой. До сих пор это явление не удавалось зарегистрировать, хотя первоначально оно было предсказано 30 лет назад. Открытие было сделано в ходе наблюдений за Новой Сетки, вспыхнувшей 15 июля 2020 года, рентгеновским телескопом eROSITA, когда тот вел второй обзор всего неба.
В июне 2022 года группа астрономов во главе с Антонио Родригесом из Калифорнийского технологического института сообщила об открытии двух новых поляров, ZTFJ0850+0443 и ZTFJ0926+0105, в ходе совместного анализа каталога eFEDS (eROSITA Final Equatorial Depth Survey), составленного на основе данных рентгеновского обзора неба телескопом eROSITA, и фотометрических данных каталога ZTF Data Release 5 наземной системы Zwicky Transient Facility.
В декабре 2022 года научный руководитель российской части миссии "Спектр-РГ" академик Рашид Сюняев сообщил на конференции "Астрофизика высоких энергий сегодня и завтра" (HEA-2022), что Спектр-РГ" обнаружил свыше 23 тыс. скоплений галактик среди 1,5 млн рентгеновских источников, открытых телескопом eROSITA за время четырех полных и одного неполного обзора неба. Пока ученым удалось установить расстояния лишь до 140 тыс. из 1,5 млн источников, открытых телескопом eROSITA. Российский телескоп ART-XC на борту "Спектра-РГ" изучил свыше 1,5 тыс. источников жесткого рентгена, в том числе несколько сотен активных ядер галактик и переменных звезд. Это является рекордом для космических миссий, изучающих данную часть спектра. Каталог объектов, излучающих в жесткой части рентгеновского диапазона, превосходит по числу источников излучения, чувствительности и качеству данных аналогичные каталоги, подготовленные за 17 лет работы обсерватории "Интеграл", а также пять лет наблюдений на борту обсерватории Swift.
В апреле 2023 года опубликованы результаты первого исследования темной энергии с помощью телескопа eROSITA. Исследователи из Национального университета Ченг Кунг на Тайване и Мюнхенского университета проанализировали одну из крупнейших выборок маломассивных скоплений галактик, чтобы оценить долю темной энергии и ее распределение во Вселенной. Анализ показал, что энергия, связанная с расширением Вселенной, распределяется равномерно в пространстве и времени. Для своего анализа исследователи использовали данные обзора Final Equatorial Depth Survey (eFEDS), выполненного телескопом eROSITA. Исследователи идентифицировали в собранных данных около 500 скоплений галактик. Это одна из крупнейших выборок маломассивных скоплений, охватывающая 10 млрд лет космической эволюции.
1 февраля 2024 года был опубликован eRosita All-Sky Survey Catalogue (eRASS1) первый каталог обзора всего неба построенного телескопом «eROSITA» в мягком рентгеновском излучении. В первую редакцию каталога eRASS1 внесены данные полученные за период с 12 декабря 2019 года и до 11 июня 2020 года. За первые полгода наблюдений «eROSITA» уловил 170 млн рентгеновских фотонов. Из этих регистраций учёные извлекли данные о 900 тыс. источниках рентгеновского излучения, которые с высокой точностью смогли привязать к событиям и объектам во Вселенной. В частности, были детектированы 700 тыс. сверхмассивных чёрных дыр в центрах активных галактических ядер, 180 тыс. излучающих рентгеновские лучи звёзд в Млечном Пути, 12 тыс. галактических скоплений и ряд экзотических объектов, таких как двойные звёзды, остатки сверхновых, пульсары и т.п. За 60 лет существования рентгеновской астрономии не было получено так много данных, как это сделал телескоп «eROSITA». По данным наблюдений уже опубликовано около 250 научных статей, заметная часть которых вышла за рамки научных целей миссии. Например, вместе с каталогом eRASS1 вышли подробные описания галактической паутины — нитей газа и пыли, соединяющие галактики, каталог галактических сверхскоплений (таких открыто 1000 штук) и масса другой вспомогательной информации. Вместе с каталогом учёные представили программные инструменты для анализа информации и интерпретации полученных данных, что ускорит обработку и осмысление собранной информации.

## Оценка стоимости и финансирование проекта
Примерная стоимость проекта «Спектр-РГ» на 2013 год достигла около 5 млрд рублей. В конце 2017 года стоимость только создания телескопа eROSITA оценивалась в €100 млн. 3 февраля 2017 года научный руководитель проекта eROSITA Петер Прёдель сообщил СМИ, что стоимость создания немецкого телескопа составила €90 млн; он не застрахован, чтобы создать такой же новый телескоп потребуется десять лет.
Стоимость миссии возрастает и в связи с особенностью жизненного цикла разгонных блоков серии ДМ. Гарантийный срок хранения разгонного блока ДМ-03 истёк 23 ноября 2018 года, поэтому ему потребовалась повторная сертификация перед запуском в 2019 году. К сентябрю 2017 года РКК «Энергия» не имела разрешения Министерства обороны РФ на модифицирование ДМ-03 для «Спектра-РГ»; кроме того, был не решён вопрос с финансированием операций по продлению гарантийного срока разгонного блока. РКК «Энергия» запросила у Роскосмоса 73,8 млн рублей на проверку и обновление разгонного блока и дополнительно запросила 35,2 млн рублей для покрытия издержек, связанных с содержанием двух РБ ДМ-03 в период 2013—2016 годов.
В опубликованном в конце февраля 2018 года на сайте госзакупок плане Роскосмоса на 2018—2020 годы описаны следующие затраты по «Спектру-РГ»:
- транспортировка разгонного блока «ДМ» — 3,816 млн рублей;
- транспортировка ракеты-носителя «Протон-М» с разгонным блоком и головным обтекателем — 25,546 млн рублей.

В опубликованном в конце октября 2018 года на сайте госзакупок плане Роскосмоса на 2018—2020 годы описаны следующие затраты по «Спектру-РГ»:
- проведение регламентных работ на разгонном блоке «ДМ» для запуска космического аппарата «Спектр-РГ» — 43,507 млн рублей;
- подготовка и пуск ракеты-носителя «Протон-М» и разгонного блока «ДМ» с космическим аппаратом «Спектр-РГ». Проведение послепусковых работ — 1,354 млрд рублей.

### Страхование рисков
Победителями аукциона на право страхования рисков при запуске ракеты-носителя «Протон-М», разгонного блока «ДМ-03», сборочно-защитного блока и обсерватории «Спектр-РГ» признаны компании «СОГАЗ» и «АльфаСтрахование» с премией в 751,7 млн рублей. Ответственность по договору составляет 5,8 млрд рублей. При этом претендентов на второй лот — страхования лётных испытаний обсерватории «Спектр-РГ» с максимальной премией 115,6 млн рублей — не было ни одного. Конкурс признан несостоявшимся.